# Pravda (hrad)
Zřícenina hradu Pravda stojí na zalesněném opukovém ostrohu v oblasti přírodního parku Džbán, mezi vesnicemi Pnětluky a Domoušice v okrese Louny, v katastrálním území Konětopy u Pnětluk spadajícím do obce Pnětluky, asi 2 kilometry severozápadně od železniční stanice Domoušice, v nadmořské výšce 481 metrů. Zřícenina je volně přístupná a z okolních vesnic k ní vedou turistické značené cesty. Od roku 1964 je chráněna jako kulturní památka.

## Historie
Pokud jde o dobu založení hradu, dělí se historikové na dva tábory. František Alexandr Heber, Johann Veselý, František Brod, František Štědrý, Bořivoj Lůžek (v Andělem editované monografii) a Tomáš Durdík je kladou do čtrnáctého století, zatímco August Sedláček, Dobroslava Menclová a Bohumír Roedl až do století patnáctého. Pravděpodobnější je druhá alternativa. Rok 1380, který jako první zmínku nebo rok založení uvádějí někteří z první skupiny, není doložený žádným písemným pramenem. Několik vykopaných a vyobrazených střepů údajně ze čtrnáctého století není průkazných – datace je nejistá a kromě toho nemusely souviset s výstavbou fortifikace. 

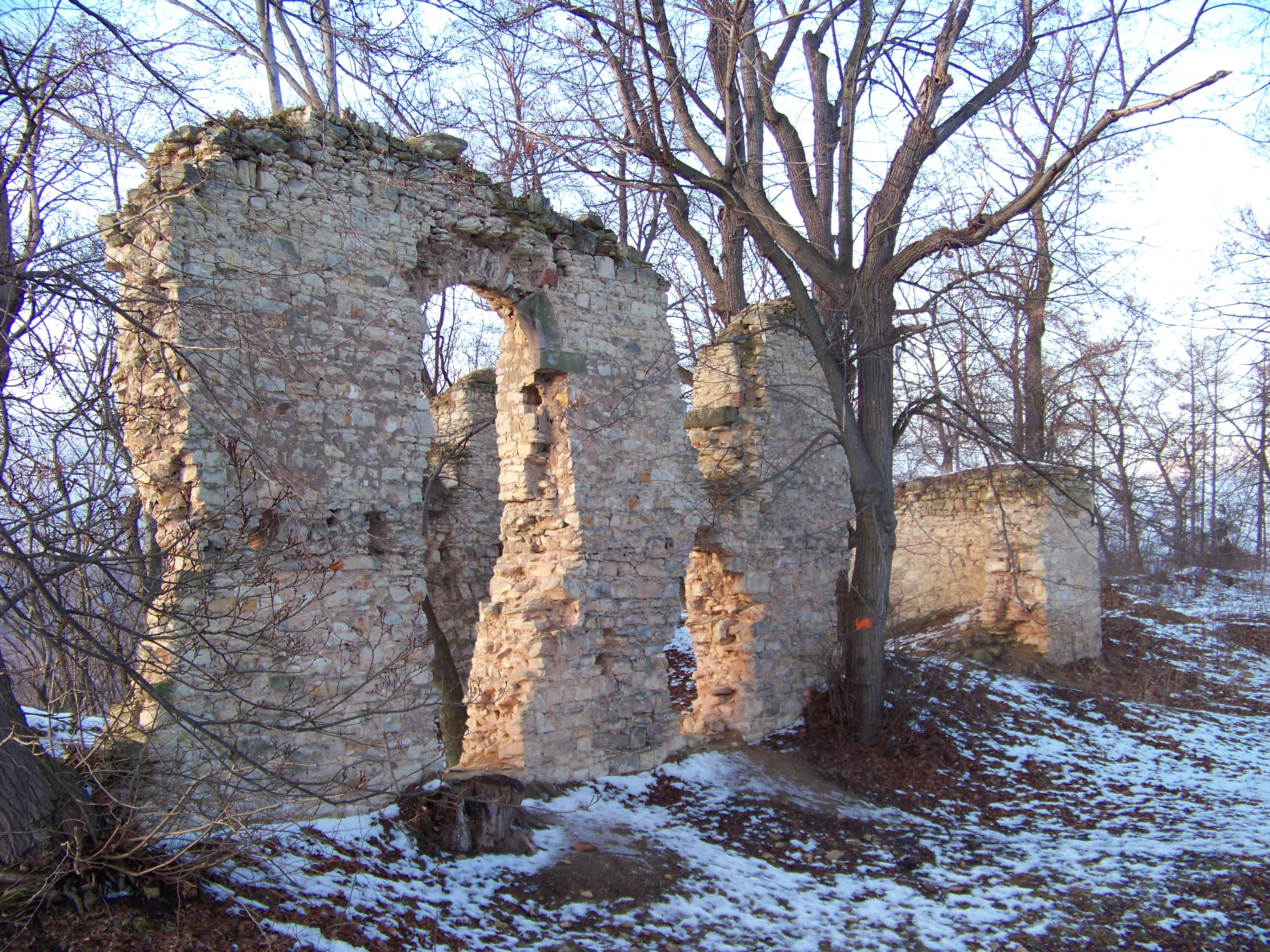
Zbytky budovy v jihozápadní části

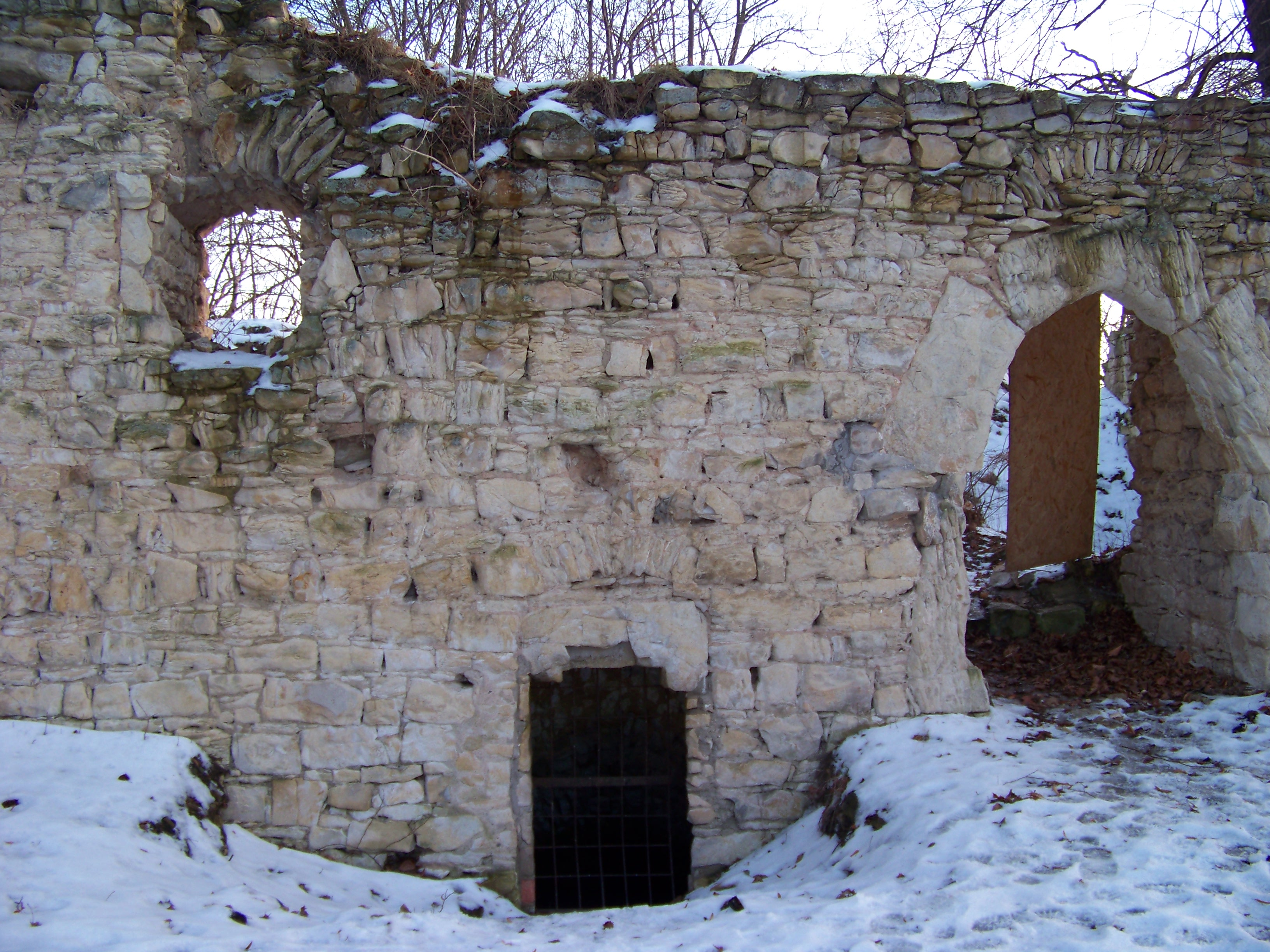
Zbytek budovy ve východní části nádvoří

Závažným nedostatkem je, že na Pravdě nebyl proveden archeologický výzkum. Je dále velice nepravděpodobné, že by se název hradu za celé předhusitské období neobjevil v přídomku některého ze šlechticů, kteří by ho vlastnili. Kromě toho samotný název hradu evokuje dobu počátků husitství. Tomáš Durdík však prokázal na hradě dvě stavební fáze. Lze proto vyslovit hypotézu, že se stavbou Pravdy začal ve třicátých letech patnáctého století Beneš z Kolovrat, který v té době sídlil na tvrzi v Pnětlukách, vesnici pod hradem. V případě Pravdy se nejednalo o rezidenční sídlo, nýbrž opěrný bod, sloužící jako útočiště v neklidných válečných dobách. Je pravděpodobné, že hrad do dnešního rozsahu dostavěl, snad v šedesátých letech patnáctého století, Benešův syn Jan z Kolovrat, poté, co Beneš přesídlil do Mašťova. Nicméně ani Beneš, ani Jan přídomku „na Pravdě“ neužívali.

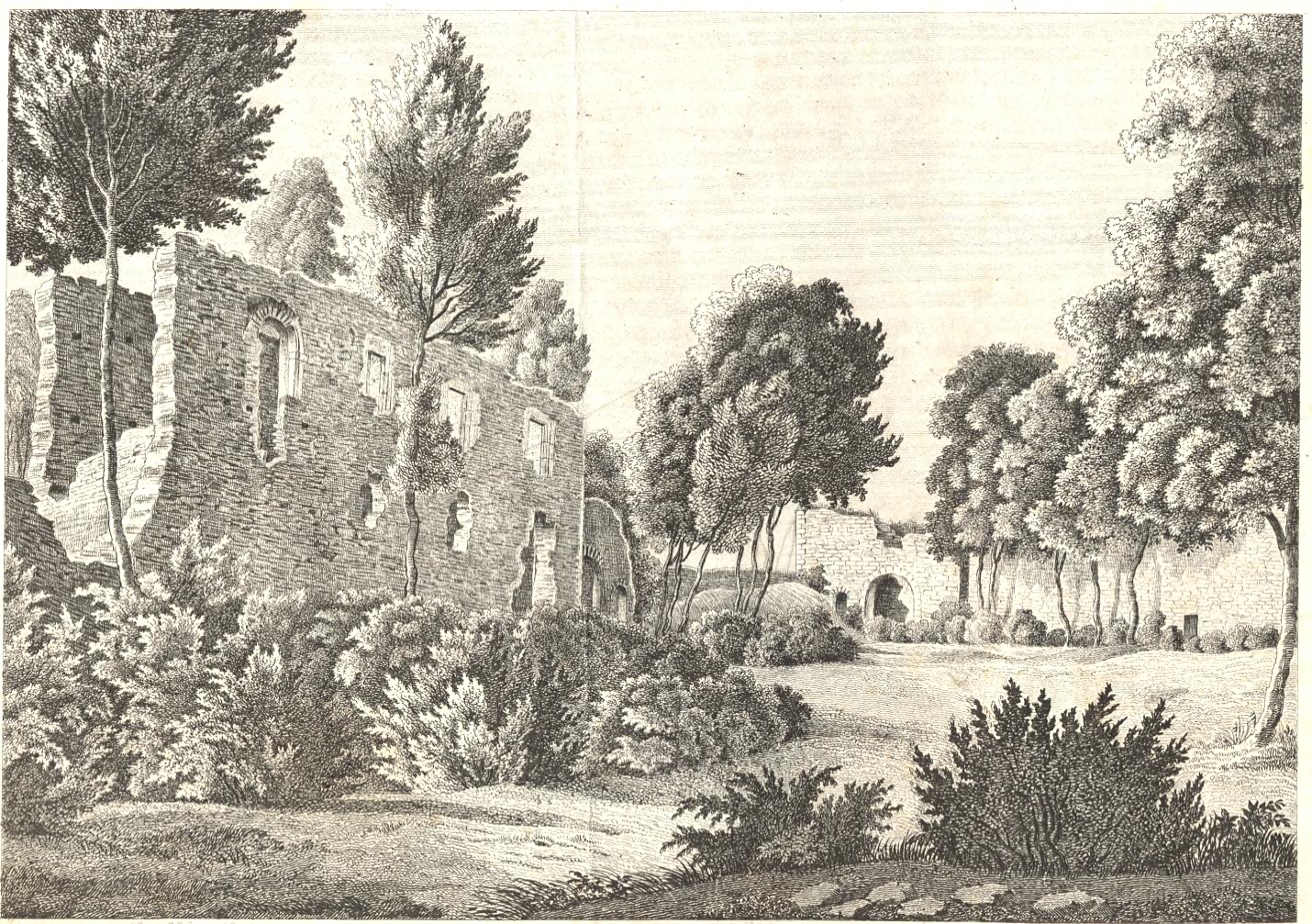
Nádvoří na Pravdě roku 1847 podle F. A Hebera

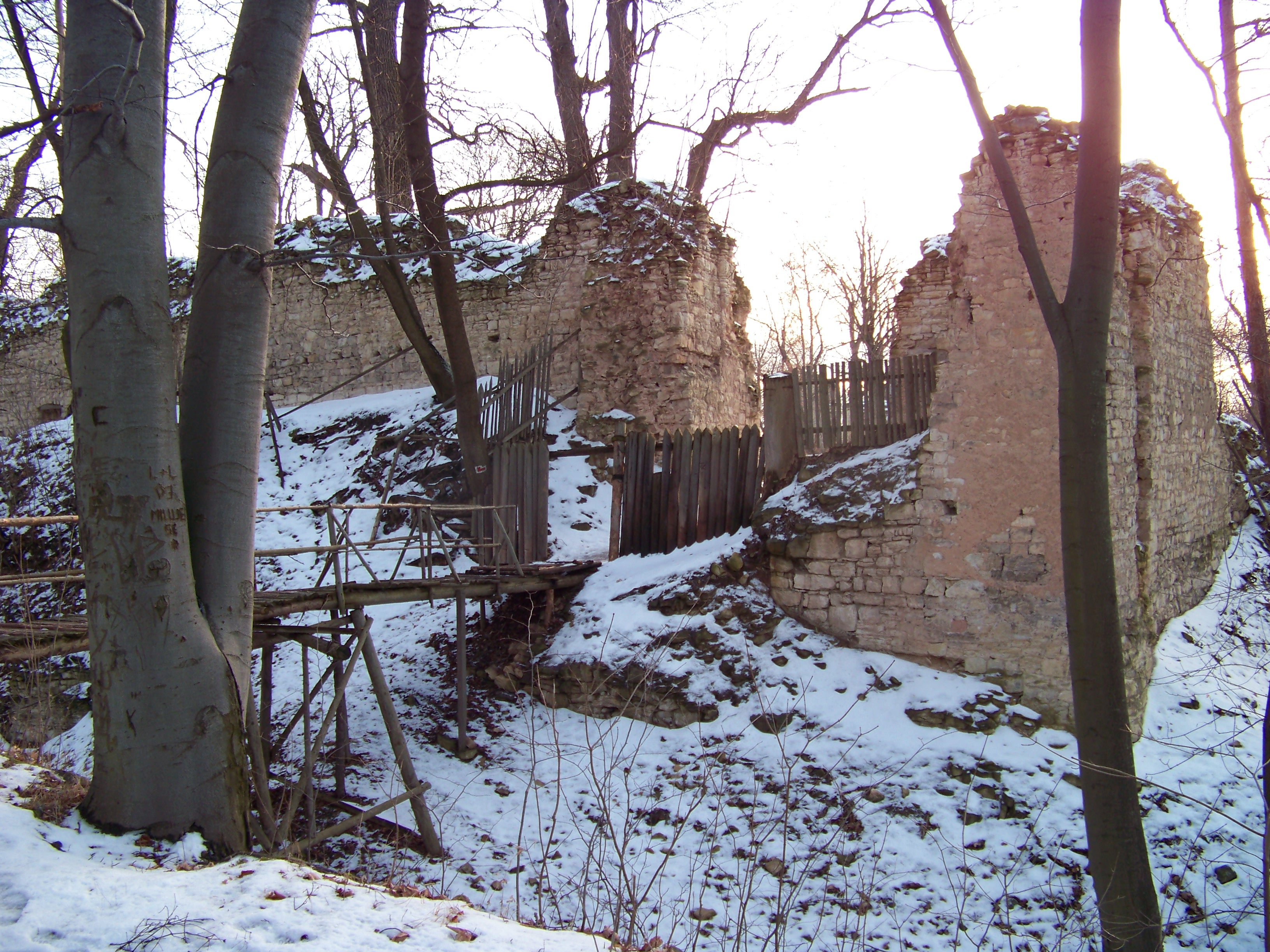
Vstup do hradu na severozápadní straně

První písemná zmínka o hradu pochází až z roku 1523, kdy Jan starší Mašťovský z Kolovrat prodal Pravdu za 6750 kop grošů českých Děpoltovi z Lobkovic († 1527). V té době byl hrad administrativním centrem panství, kam patřilo několik vesnic a městečko Ročov. Po smrti Děpolta majetek zdědila jeho manželka Anežka Míčanová z Klinštejna, která ho postoupila Jiřímu z Lobkovic. V roce 1533 na Pravdě, využívané tehdy nejspíše jako lovecký hrad, sídlil lobkovický úředník Jan z Mlékovic. Způsob bydlení na Pravdě postupně přestal odpovídat nárokům šlechty a kromě toho ležel hrad stranou důležitých komunikací. Proto se jeho lobkovickým majitelům nevyplatilo investovat do jeho opravy. Už v roce 1593 je uváděn jako "zámek pustý, který slove Pravda". Roku 1681 připadl opuštěný hrad do divického panství, s nímž roku 1802 přešel do majetku Schwarzenbergů. V druhé polovině devatenáctého století se stal hrad Pravda, zřejmě i kvůli symbolické síle svého názvu, jedním z poutních míst českého národního obrození a konaly se zde tábory lidu, například 12. července 1868 za účasti několika tisíc lidí. Postupně se hrad stal cílem turistů a trampů, kteří na nádvoří často táboří, a místem konání různých setkání a festivalů. Během dvacátého století se stav hradu výrazně zhoršil, Společnost hradu Pravda se pokoušela ho stabilizovat.

## Stavební podoba

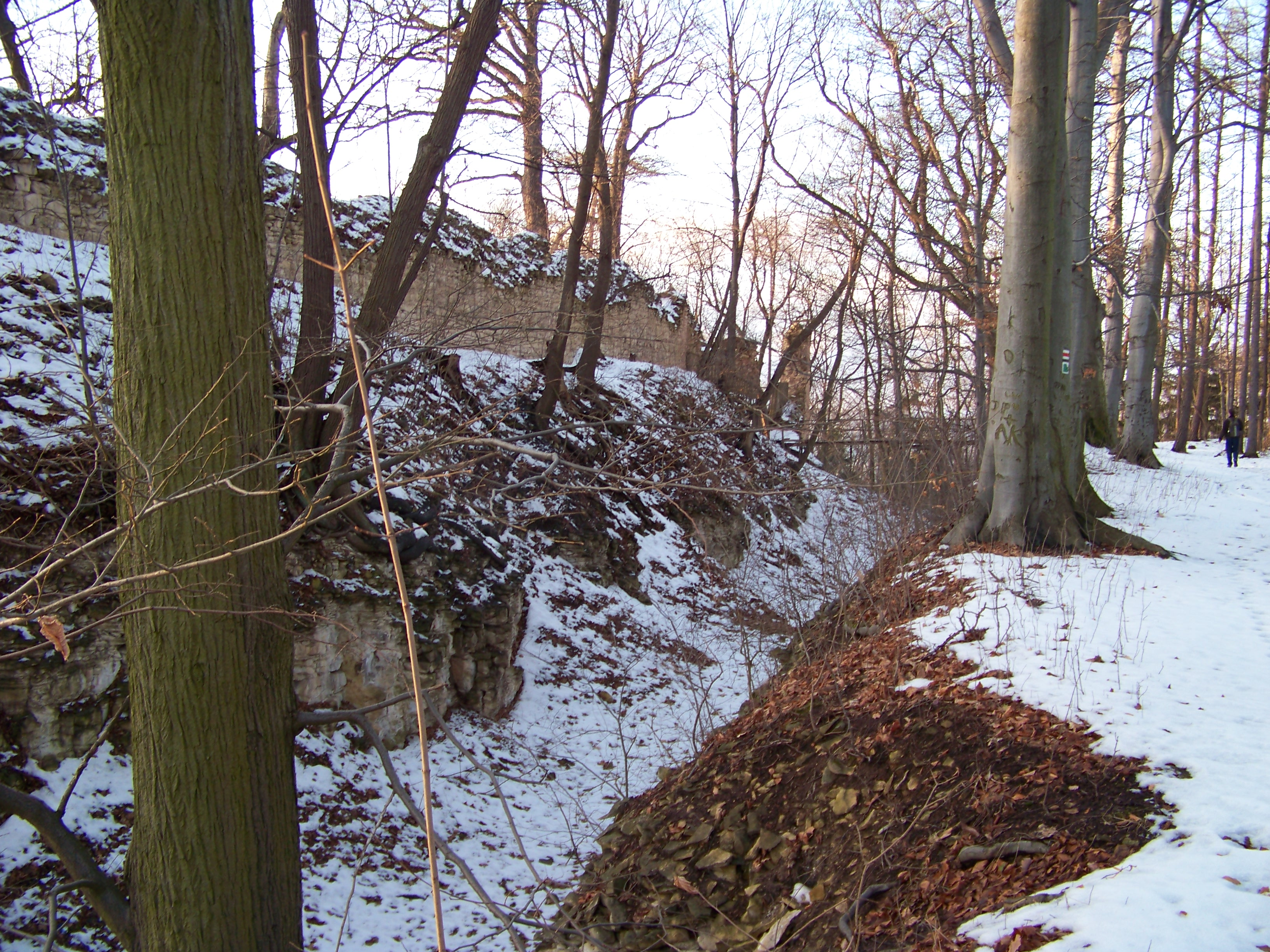
Příkop při severní zdi

Pravda představuje vrcholný projev fortifikačního umění poloviny 15. století, který reagoval na rozvoj dělostřelectva. Těžiště obrany hradu již neleželo na hradební zdi samotné a vnitřním příkopu, nýbrž na mohutném zemním valu v severní části předhradí. V jeho nárožích byla vybudována dvě čtvrtokrouhlá dělostřelecká postavení, která umožňovala aktivní obranu. Jak val, tak zbytky dělostřeleckých postavení se dochovaly. Hrad má trojúhelníkové jádro, které obíhá hluboký příkop, nad nímž je navrstven vnitřní zemní val. Obvod hradu obíhal parkán, přístupný brankou v severní hradbě, kudy bylo možné na něj zavážet děla. Obytné a hospodářské budovy hradu přiléhaly k hradbě. Jedinou věžovou stavbou na Pravdě byla rozložitá nízká vstupní brána. Dochovaly se zbytky dvou budov: při západní hradbě plochostropý trojprostorový palác, při jihovýchodní hradbě podsklepená budova, z níž se dochoval portál a okénko.
Severovýchodně od hradu stával opevněný poplužní dvůr, který zanikl zřejmě v době, kdy byl hrad opuštěn. Dochovaly se z něj valy, kterými byl opevněn.